# روني ميلز
روني ميلز (بالإنجليزية: Ronnie Mills)‏ هو سباح أمريكي، ولد في 25 فبراير 1951 في فورت وورث في الولايات المتحدة.

## وصلات خارجية
- روني ميلز على موقع أوليمبيديا (الإنجليزية)